# Ana’s Song (Open Fire)
«Ana’s Song (Open Fire)» (рус. Песня для Аны (Открытый огонь)) — песня австралийской рок-группы Silverchair с альбома Neon Ballroom, выпущенный в виде сингла 3 мая 1999 года лейблом Murmur. Песня также вошла в сборник хитов группы The Best Of: Volume 1, выпущенный 13 ноября 2000 года. Песня о борьбе вокалиста Дэниела Джонса с нервной анорексией.
«Ana’s Song» достигла 14-й строчки в австралийском чарте синглов ARIA, 12-й строчки в американском чарте Billboard Modern Rock Tracks и 28-й строчки в чарте BillboardMainstream Rock Tracks. На церемонии вручения премии ARIA Music Awards в 1999 году песня была номинирована на две премии. Также за эту песню группа получила награду Comet Award в Германии.

## Предыстория
«Ana’s Song (Open Fire)» была написана вокалистом группы Дэниелом Джонсом. В 1999 году Джонс объявил, что у него развилось расстройство пищевого поведения: нервная анорексия из-за тревоги и депрессии. Джонс отметил, что текст песни «Ana’s Song (Open Fire)» был посвящён его расстройству, когда он «ел то, что ему было нужно… чтобы не заснуть». «Ana» — это прозвище, данное нервной анорексии людьми, страдающими от неё. Он рассказал, что его проблемы с питанием начались со времён альбома Freak Show (май 1996 года), и когда был написан Neon Ballroom, он «ненавидел музыку, на самом деле всё, что с ней связано», но чувствовал, что «не может перестать заниматься этим; я чувствовал себя её рабом». Джонс обратился за помощью к психотерапевту и принимал лекарства, но чувствовал, что «мне легче выразить это через музыку и тексты песен». В конце концов Джонс преодолел это расстройство, осознав, что он никогда не излечится от болезни, но сможет жить полноценной жизнью, научившись справляться с ней.

## Музыкальное видео
Режиссёром клипа выступила Кейт Андерсон, которая также сняла видеоклип группы на песню «Emotion Sickness». Австралийская актриса Сара Обри сыграла девушку, которая моет руки у раковины, но в зеркале видит искажённое отражение их чистоты. В 1999 году клип был номинирован на премию ARIA Award как лучшее видео.

## Отзывы критиков
Критик AllMusic Джейсон Андерсон считает, что «Ana’s (Open Fire)» была одной из трёх самых ярких песен на Neon Ballroom. В апреле 2019 года в Loudwire включили «Ana’s Song (Open Fire)» (вместе с песней «Anthem for the Year 2000») в список «50 рок-песен, которые определили 1999 год».

## Влияние
По версии журнала «100 лучших австралийских альбомов», составленного тремя австралийскими журналистами, Джоном О’Доннеллом, Тоби Кресуэллом и Крейгом Мэтисоном, песня «Ana’s (Open Fire)» «была посвящена расстройству пищевого поведения Джонса, [она] стала хитом во всём мире и вызвала обсуждение того факта, что мужчины могут также страдать от анорексии».

## Список композиций
| Australian CD single (MATTCD086) 1. «Ana’s Song (Open Fire)» 2. «Trash» 3. «Anthem for the Year 2000» (a cappella) 4. «Ana’s Song (Open Fire)» (acoustic) Australian limited 7-inch vinyl (MATTV086) 1. «Ana’s Song (Open Fire)» 2. «Anthem for the Year 2000» (a cappella) European CD single (6671072) 1. «Ana’s Song (Open Fire)» 2. «Anthem for the Year 2000» (a cappella) 3. «Ana’s Song (Open Fire)» (acoustic) | European CD single (with different cover) (6673455) 1. «Ana’s Song (Open Fire)» 2. «Ana’s Song (Open Fire)» (acoustic) 3. «Trash» UK deleted CD single (6673452) 1. «Ana’s Song (Open Fire)» 2. «The Millennium Bug» (The Paul Mac remix) 3. «London’s Burning» UK limited 7-inch picture disc (667345 7) 1. «Ana’s Song (Open Fire)» 2. «Ana’s Song (Open Fire)» (acoustic) |

## Чарты
| Чарт (1999 г.)                       | Позиция в чарте |
| ------------------------------------ | --------------- |
| Австралия (ARIA)                     | 14              |
| Новая Зеландия (Recorded Music NZ)   | 34              |
| Швеция (Sverigetopplistan)           | 46              |
| Шотландия (OCC Scotland)             | 48              |
| Великобритания (OCC UK Singles)      | 45              |
| Великобритания (OCC UK Rock & Metal) | 2               |
| США (Billboard Alternative Airplay)  | 12              |
| США (Billboard Mainstream Rock)      | 28              |

| Чарт (1999 г.)                    | Позиция в чарте |
| --------------------------------- | --------------- |
| Australia (ARIA)                  | 85              |
| US Modern Rock Tracks (Billboard) | 62              |

## Сертификации
| Регион                                                                      | Сертификация | Продажи |
| --------------------------------------------------------------------------- | ------------ | ------- |
| Австралия (ARIA)                                                            | Платиновый   | 70 000  |
| Данные о продажах + прослушиваниях приведены только на основе сертификации. |              |         |